# Saint-André-la-Côte
Saint-André-la-Côte là một xã thuộc tỉnh Rhône trong vùng Auvergne-Rhône-Alpes phía đông nước Pháp. Xã này nằm ở khu vực có độ cao trung bình 937 mét trên mực nước biển.